# Двое у моря
«Дво́е у мо́ря» (англ. Two If by Sea) — американская романтическая комедия режиссёра Билла Беннетта, вышедшая на экраны в 1996 году. В главных ролях Денис Лири и Сандра Буллок.

## Сюжет
Фрэнк (Денис Лири) — мелкий мошенник, получает возможность провести потрясающий уик-энд со своей подружкой Роз (Сандра Буллок) на чопорном фешенебельном курорте среди яхт, икры и снобов-отдыхающих. Этот шанс дарит Фрэнку и его подруге украденная картина, которая оказалась бесценным шедевром стоимостью 4 000 000 долларов. Идиллии мешает агент ФБР О’Мэлли (Яфет Котто).

## В ролях
- Денис Лири — Фрэнсис «Фрэнк» О’Брайан
- Сандра Буллок — Роз
- Стивен Диллэйн — Эван Марш
- Яфет Котто — агент ФБР О’Мэлли
- Майк Старр — Фитци
- Джонатан Такер — Тодд
- Уэйн Робсон — Бино Кэллахан
- Майкл Бадалукко — Куинн
- Ленни Кларк — Келли
- Джонни Файдо — агент ФБР Бёрк